# Rosie se fait la belle
Rosie se fait la belle est un roman policier de Alice Quinn, paru en 2015 (version numérique) et publié en version papier en 2018 chez City Éditions. Il constitue le deuxième tome de la série Au pays de Rosie Maldonne. L'auteur avait envisagé initialement Reine de la planque comme titre du roman.

## Résumé
Rosie Maldonne découvre au second jour de son nouveau travail le cadavre de son patron marchand d’art assassiné, ce qui va l’entraîner dans un univers de faux tableaux, mais elle doit en même temps protéger une travailleuse philippine clandestine.

## Édition
- Bernay : City Éditions, coll. « Poche », 2018, 426 p.  (ISBN 978-2-8246-1200-3) (BNF 45498681)

## Traduction
en anglais
- Queen of the Hide Out : A Rosie Maldonne Mystery / trad. Traduit en anglais par Alexandra Maldwyn-Davies. Seattle, WA : Amazon Book Crossing, 02/2016, 396 p.  (ISBN 9781503948310)
- Version audio lue par Carly Robins. Brilliance Publishing, 02/2016. CD audio  (ISBN 9781511310772) ; CD MP3  (ISBN 9781511310789)